# Rue de la Justice
Pour les articles homonymes, voir Justice (homonymie).
Ne doit pas être confondu avec rue de la Justice (Lille), Rue de la Justice (Liège) ou rue de la Justice (Mulhouse).
La rue de la Justice est une voie du 20e arrondissement de Paris, en France.

## Situation et accès
La rue de la Justice est une voie publique située dans le 20e arrondissement de Paris. Elle débute au 70, rue du Surmelin et se termine au 61, boulevard Mortier.

## Origine du nom

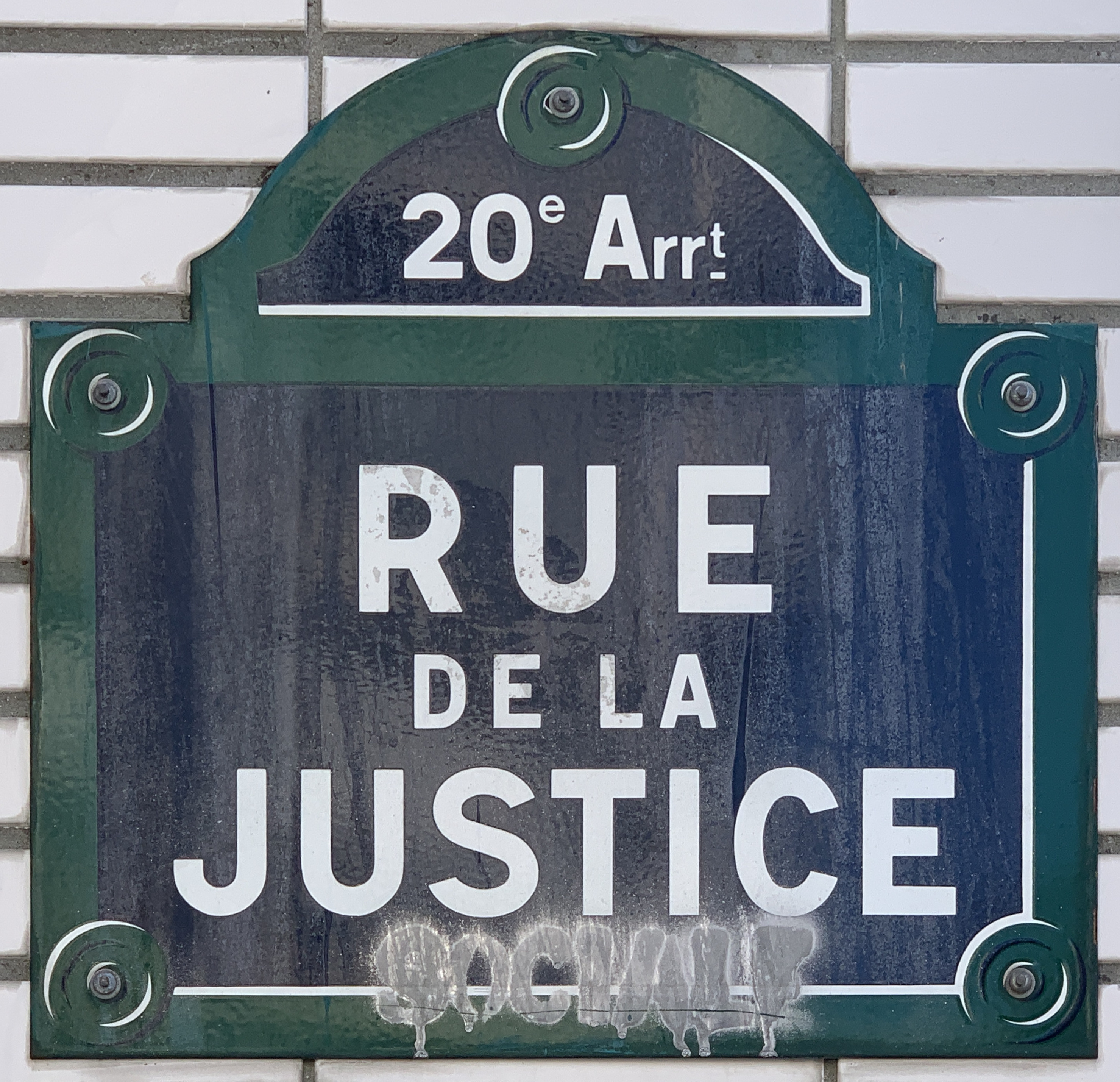
Plaque de la rue.

Elle porte ce nom car elle aboutissait à l'ancienne justice de Charonne.

## Historique
- Le tronçon rue du Surmelin-boulevard Mortier est une partie de l'ancien « sentier des Vaches », appelé plus tard « sentier de la Justice », car il aboutissait à la justice de la seigneurie de Charonne dont les échelles patibulaires et les gibets étaient dressés entre les lieux-dits Montibœufs, les Gouvieux et le parc de Ménilmontant[1]. Cette partie est tracée sur le plan cadastral de 1812 de la commune de Charonne jusqu'à son classement dans la voirie parisienne par le décret du 23 mai 1863. Elle prend sa dénomination actuelle par un arrêté du 1er février 1877.
- Le tronçon rue de la Justice-boulevard Mortier a été ouvert en 1935.